# Tabiteuea
Tabiteuea (abans anomenada illa de Drummond) és un atol de les illes Gilbert, Kiribati, més al sud de Tarawa. Aquest atol és el segon més gran i el més poblat de les illes Gilbert després de Tarawa. L'atol consta d'una illa principal, Aanikai al nord, i diversos illots més petits entremig al llarg de la seva vora oriental. L'atol té una superfície total de 38 km2, mentre que la llacuna mesura 365 km2. La població era de 5.261 habitants el 2015. Els illencs tenen pràctiques de pesca habituals relacionades amb la llacuna i l'oceà obert.
Mentre que la majoria dels atols de les illes Gilbert corresponen a àrees de govern local governades per consells insulars, Tabiteuea, com l'atol principal Tarawa, es divideix en dos: 
El nord de Tabiteuea (en Gilbertese, Tabiteuea Meang) té una superfície terrestre de 26 km2 i una població de 3.955 a partir del 2015, distribuïts entre dotze pobles (capital Utiroa)
El sud de Tabiteuea (Tabiteuea Maiaki) té una superfície terrestre de 12 km2 i una població de 1.306, distribuïts en sis pobles (capital Buariki).

## Història
Tabiteuea en gilbertès significa "no es permet cap cap"; l'illa és tradicionalment igualitària i és coneguda per la seva enorme maneaba.
L'1 de juliol de 1799, Charles Bishop i George Bass van entrar a la llacuna de Tabiteuea i moltes canoes van visitar el seu bergantí Nautilus. Bishop la va anomenar illa de Bishop i Aanikai, illa de Drummond.
La batalla de l'illa de Drummond va tenir lloc durant l'expedició d'exploració dels Estats Units l'abril de 1841 a Tabiteuea, aleshores coneguda com a illa de Drummond. Després que un mariner del balandre USS Peacock desaparegués sense motiu, el bàndol nord-americà va decidir exigir una reparació per l'incident. Dotze illencs van morir en els combats i altres van resultar ferits. El poble d'Utiroa, amb més de 1.000 habitants, va ser cremat i destruït.
Durant la Guerra Civil Americana, l'sloop de guerra de la Marina dels Estats Confederats CSS Shenandoah va visitar l'illa el 23 de març de 1865 a la recerca de baleners dels Estats Units, però els baleners havien fugit de la zona. El capità James Waddell va descriure els illencs com a "de color coure, curts d'estàtua, de forma atlètica, intel·ligents i dòcils" i "despullats".
A finals del segle XIX, les dues parts de l'illa van ser escenari d'una guerra religiosa quan la població de Tabiteuea Nord, en part convertida al cristianisme i, liderada per un pastor hawaià anomenat Kapu que havia reunit un "exèrcit cantant himnes en una croada", va envair i conquerir Tabiteuea Sud, on recentment (1860) s'havia creat un culte a Tioba (Jehovah).
El bisbe Octave Terrienne va construir la seva principal església catòlica a Tanaeang, Tabiteuea Nord, el 1936 i hi va establir la seu del seu vicariat apostòlic de les illes Gilbert i Ellice.
L'oficina de correus de Tabiteuea va obrir al voltant de 1911 i va ser rebatejada com a Tabiteuea Nord al voltant de 1972. L'oficina de correus de Tabiteuea Sud va obrir el 13 de setembre de 1965.

## Galeria

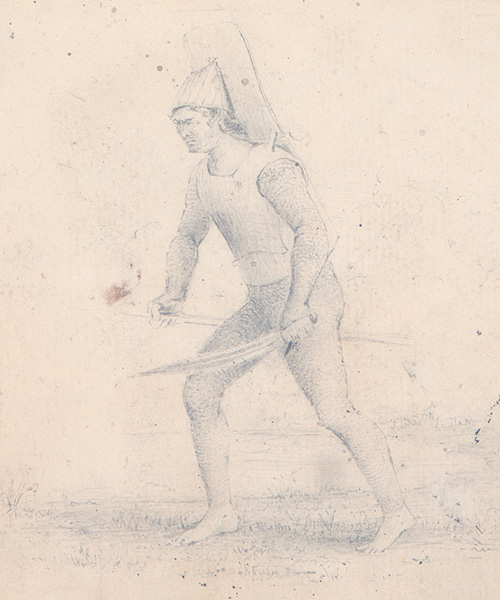
Un dibuix d'Alfred Thomas Agate que representa un guerrer de l'illa Drummond el 1841
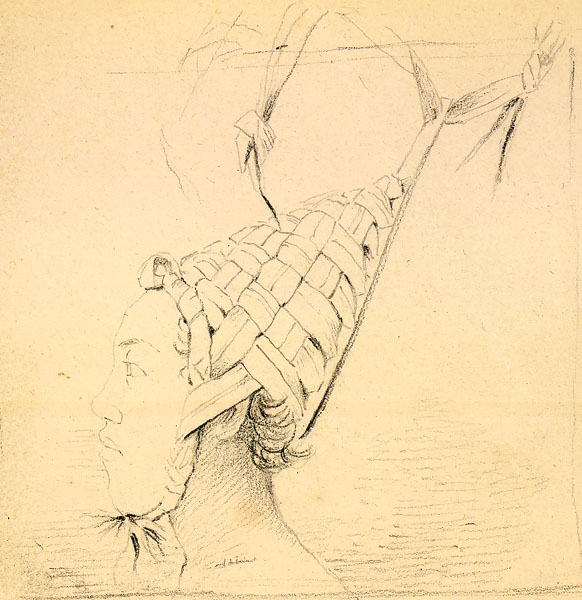
Dibuix d'un natiu de l'illa, que mostra el seu distintiu tocat cònic; dibuixat per Alfred Thomas Agate